# Farl

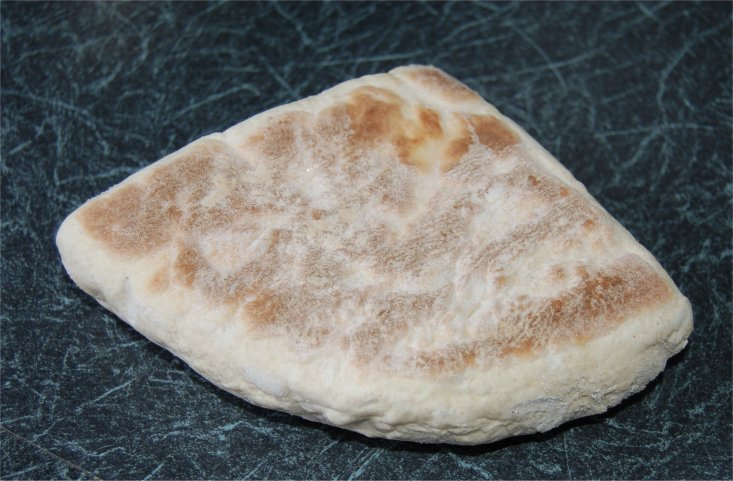
Un pan de soda farl, que habría estado pegado al resto de la pieza por los bordes rectos superior y derecho.

Un farl (abreviatura del escocés fardel) es cualquiera de varios panes y pasteles planos aproximadamente triangulares que tradicionalmente se elaboran cortando una pieza redonda en cuatro trozos, de unos 2 cm de grosor.
En Irlanda del Norte el término suele aludir a un pan de soda y a un pastel o pan de patata. Aunque el pan de soda puede hacerse como cualquier pan normal, se hace con forma de farl para usarse en el Ulster fry.
El farl se elabora extendiendo la masa sobre una plancha o sartén con forma aproximadamente circular. El círculo se corta entonces en cuatro trozos iguales y se cuece. Cuando un lado está hecho se da la vuelta a la masa para cocer el otro.
Actualmente la palabra se usa menos en Escocia que en Irlanda del Norte, pero un farl puede ser un cuarto de un scone, bannock u oatcake grande plano. También puede usarse para el shortbread cuando se hornea con esta forma particular.